# Лука Циндріч
Лука Ціндріч (хорв. Luka Cindrić; нар. 5 липня 1993 року, Огулин (Хорватія)) — хорватський гандболіст, який виступає за македонський клуб «Вардар» і збірну Хорватії з гандболу.

## Кар'єра
Вихованець клубу ГК Сень. У 2012 році почав професійну кар'єру в клубі ГК Карловац. У 2014 році перейшов до македонського клубу ГК Металург Скоп'є. У 2016 році перейшов у Вардар.
Виступає за збірну Хорватії з гандболу. У збірній Хорватії зіграв 24 матчів і закинув 28 голів. Учасник чемпіонат Світу 2017, чемпіонату Європи 2016.

## Нагороди
- Чемпіон Македонії: 2016
- Володар кубка Македонії: 2016